# Nannothemis bella
Nannothemis bella är en trollsländeart som först beskrevs av Philip Reese Uhler 1857.  Nannothemis bella ingår i släktet Nannothemis och familjen segeltrollsländor. Inga underarter finns listade i Catalogue of Life.

## Bildgalleri

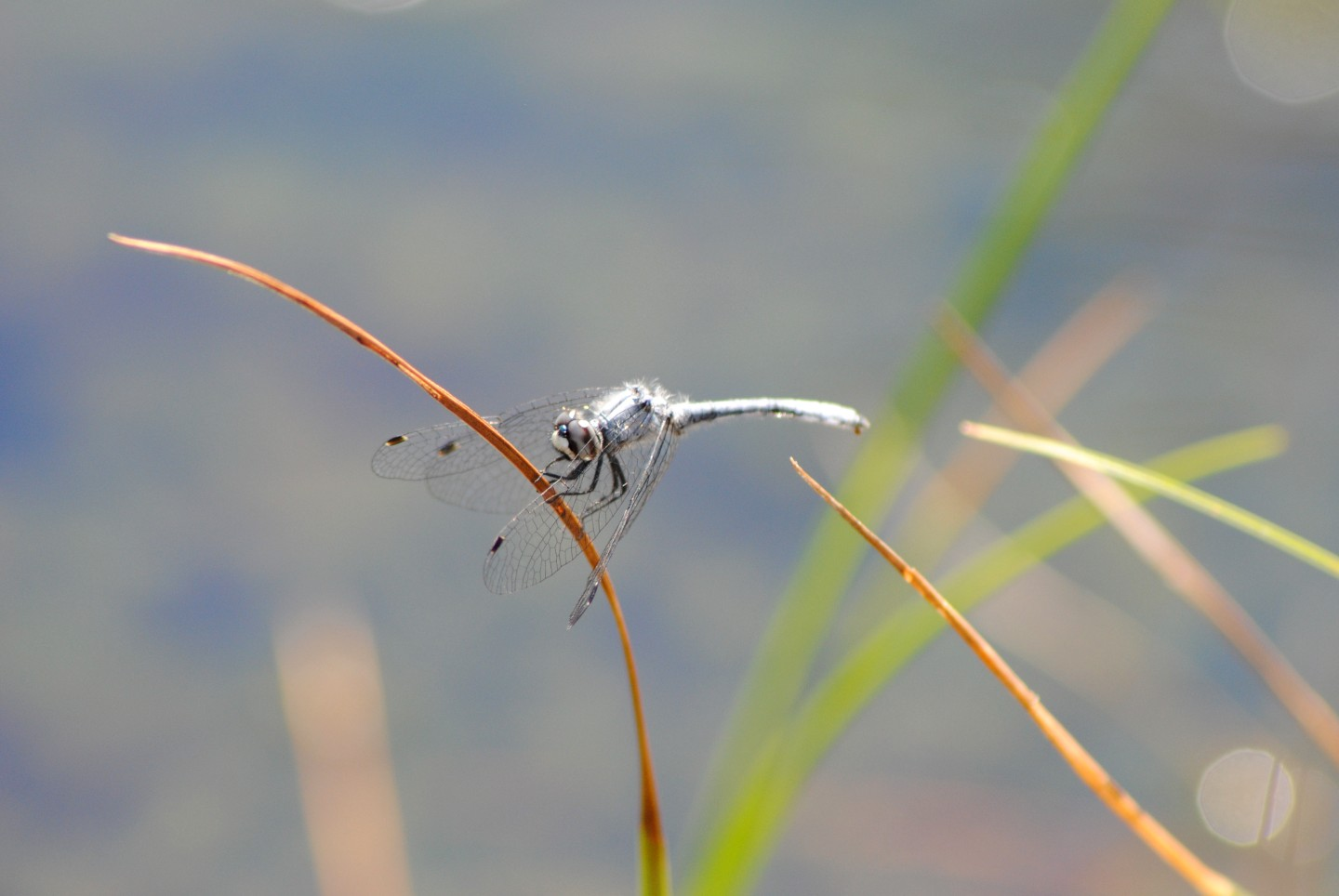